# 12620 Simaqian
12620 Simaqian è un asteroide della fascia principale. Scoperto nel 1960, presenta un'orbita caratterizzata da un semiasse maggiore pari a 3,1006712 UA e da un'eccentricità di 0,1408674, inclinata di 0,91588° rispetto all'eclittica.